# Elefántcsontpart vasúti közlekedése
Elefántcsontpart vasúthálózatának hossza 660 km, mely 1000 mm-es nyomtávolsággal épült meg. Az ország nemzeti vasúttársasága a Sitarail.
2010 októberében a kormány bejelentette, hogy további 737 km hosszú vasútvonalat épít.

## Vasúti kapcsolata más országokkal
- Burkina Faso – igen, azonos nyomtávolság: 1000 mm
- Ghána – nincs, eltérő nyomtávolság 1000 mm / 1067 mm
- Mali – nincs, azonos nyomtávolság
- Guinea – nincs, azonos nyomtávolság
- Libéria – nincs, eltérő nyomtávolság 1000 mm / 1435 mm